# Edwin Torres (Schriftsteller)
Edwin Torres (* 1931 in New York City) ist ein amerikanischer Autor und Oberster Richter am Kammergericht des Staates New York.

## Leben und Wirken
Torres wuchs in Spanish Harlem als Kind von Einwanderern aus Puerto Rico auf. Er besuchte die Peter Stuyvesant High School und danach das City College der State University of New York. Danach ging er zur Brooklyn Law School und wurde 1958 als Anwalt zugelassen. 1959 war er der Assistent des Distriktsstaatsanwalts tätig. 1977 wurde Torres zum Richter am Criminal Court in New York City zugelassen. 1979 folgte die Berufung an das höchste Kammergericht des Staates New York (New York Supreme Court).
In seiner Freizeit schrieb Edwin Torres Bücher über die Welt der Kriminellen Carlito’s Way (1975) und After Hours (1979). Aus dem Buch After Hours wurde Carlito’s Way – der Film von Brian De Palma. Die beiden bekanntesten Bücher wurden in einem Buch (Carlito’s Way and After Hours) gedruckt. 1990 entstand mit Tödliche Fragen eine weitere Verfilmung eines seiner Bücher.

## Werke (Auswahl)
- Carlito’s Way. Rise to Power. Black Cat Books, New York 1975, ISBN 978-0-8021-7012-5.
  - deutsch: Carlito’s way. Roman. Heyne, München 1994, ISBN 3-453-07845-4.
- After Hours. Dial Press, New York 1979, ISBN 978-1-85375-338-1.
- The All-Union Day of the Shock Worker. Roof Books, New York 2004, ISBN 978-1-931824-00-2.
- Q & A. Dial Press, New York 1977, ISBN 0-8037-7312-9.
  - deutsch: Tödliche Fragen. Roman. Goldmann, München 1990, ISBN 3-442-09964-1.
- I Hear Things People Haven’t Really Said. Selbstverlag, New York 1991.

| Personendaten    | Personendaten                             |
| ---------------- | ----------------------------------------- |
| NAME             | Torres, Edwin                             |
| KURZBESCHREIBUNG | amerikanischer Autor und Oberster Richter |
| GEBURTSDATUM     | 1931                                      |
| GEBURTSORT       | New York                                  |